# 6943 Moretto
A 6943 Moretto (ideiglenes jelöléssel (6943) 1978 VR4) a Naprendszer kisbolygóövében található aszteroida. Eleanor F. Helin és Schelte J. Bus fedezte fel 1978. november 7-én.